# عوسق الصخور
عوسق الصخور (Falco rupicolus) هو نوع من الطيور الجارحة ينتمي إلى الفصيلة الصقرية (فصيلة: Falconidae).هذا النوع موجود في أفريقيا، من شمال غرب أنغولا وجنوب جمهورية الكونغو الديمقراطية إلى جنوب تنزانيا، وجنوبًا إلى جنوب أفريقيا.

## التوزيع الجغرافي
يتواجد هذا النوع من الصقر من أنجولا، جنوبًا عبر جمهورية الكونغو الديمقراطية وكذلك تنزانيا، جنوبًا إلى جنوب إفريقيا، وفي معظم الأماكن الواقعة بينهما. تشمل الأماكن التي يندر فيها الصقر شمال وشمال شرق ناميبيا، وبوتسوانا، وجنوب موزمبيق، ومنطقة لوفيلد الاستوائية، بينما يقتصر وجوده في زيمبابوي على المناطق المرتفعة في الوسط والشرق. يرتبط الصقر عادةً بالمناطق القاحلة، ولكن يمكن العثور عليه أيضًا في المناطق المفتوحة و/أو شبه القاحلة.

## الوصف
صقر نحيف، متوسط الحجم، يتراوح ارتفاعه بين 30 و33 سنتيمترًا. يزن ذكر الصقر البالغ ما بين 183 جرامًا و254 جرامًا، بينما تزن الإناث ما بين 190 جرامًا و280 جرامًا.

## السلوك

### النظام الغذائي
تتغذى الصقور الصخرية على مجموعة متنوعة من الكائنات الحية. تتغذى في المقام الأول على اللافقاريات، وأنها أيضا تستهلك القوارض والزواحف والطيور.

### التكاثر
تبني طيور الصقور الصخرية أعشاشها عادةً إما في أعشاش قديمة مصنوعة من العصي أو على المنحدرات. تتفاوت أعداد البيض بين 1 و6 بيضات. تحتضن الأنثى البيض طوال الوقت بينما يبحث الذكر عن الطعام. بعد 26 إلى 32 يومًا يفقس البيض. ويظل الفَرْخ في العش لمدة 31 إلى 39 يومًا أخرى بعد الفقس. وبعد ذلك تغادر العش، ولكنها غالبًا ما تظل في الجوار لعدة أسابيع. أشارت دراسة في ناميبيا إلى قيم تتراوح بين 19.1 و28.9 زوجًا لكل 100 كيلومتر مربع.

## الحالة
يعتبر الصقر الصخري من الطيور الشائعة في العديد من المناطق المحمية، ونتيجة لذلك فهو غير مهدد بالانقراض.